# Deliriant
Delirianterne (eller anticholinergika) er en speciel klasse psykoaktive stoffer, som blokerer acetylcholinære receptorer. Delirianter anses for at være ægte hallucinogener, da brugeren vil opleve samtaler med folk som ikke er der, eller blive sur over en person som efterligner deres handlinger, uden at realisere at det er brugerens egen refleksion i et spejl. Anticholinergika har virkninger, som minder om at gå i søvne (især da brugeren ikke husker, hvad der skete).
Inkluderet i denne gruppe er natskygger som Belladonna, datura, pigæble, som indeholder atropin og det langt mere potente scopolamin, samt syntetiske farmaci som cyclizin (Marzine®), diphenhydramin (Benylan®) og promethazin (Phenergan®).
Ud over faren ved at være meget mere langt ude end med andre stoffer, mens man beholder en fuldt fragmenteret dissociation fra normal bevidsthed uden at være immobil, er anticholinergika også giftige, kan forårsage død pg.a. overdose, og har rigeligt med ubehagelige bivirkninger, hvoraf en ubehagelig udtørrings-effekt er den mest evidente; Sved, spyt, slim og urin produceres ikke, og dette afstedkommer en forhøjelse af kropstemperaturen. Desuden udvides pupillerne meget, hvilket kan vare adskillige dage, og resulterer i lysfølsomhed, sløret syn og manglende læseevne.
Delirianter har klinisk anvendelse som kvalmestillende (ifb. med opioidbehandling eller transportsyge)
Delirianter er almindelige i europæisk mytologi; Blandt andet udgjorde et deliriant-mix den såkaldte heksesalve.
| Farmakologi | Spire Denne artikel om farmakologi er en spire som bør udbygges. Du er velkommen til at hjælpe Wikipedia ved at udvide den. |